# 天外魔境III NAMIDA
『天外魔境III NAMIDA』（てんがいまきょうスリー ナミダ）は、2005年4月14日にハドソンから発売されたPlayStation 2用コンピュータゲームソフト。ジャンルはロールプレイングゲーム（RPG）。

## 発売までの経緯
本作は当初SUPER CD-ROM2での製作が発表されたが、後にPCエンジン用の周辺機器『アーケードカード』が発表されたことを受けてアーケードカード専用ソフトへと移行し、1995年6月頃には前作を担当した桝田省治によるシナリオが完成した。だが時代は既にPlayStationやセガサターンを初めとするいわゆる次世代機の発売を控えた時期であったため、ハドソンとNEC-HEが推進していた次世代機であるPC-FXのキラーソフトとするべく、PC-FX専用ソフトとして三度目のプラットフォーム変更が決定した。しかしPC-FXの普及が芳しくなかったこともあり制作は中断し、結果として自然消滅的に発売中止となった。そして天外魔境シリーズ自体も1997年にセガサターンで発売された『天外魔境 第四の黙示録』を最後に、ハドソンの発売予定のラインナップから姿を消すこととなる。
その後、本作の発売を期待してアーケードカードやPC-FXを購入したファンを中心に、たのみこむ等を利用した発売運動が行われたこともあったが、桝田や広井王子は「決定権はハドソンにある」と答えるにとどまり、そのハドソンは沈黙を守り続けたため、ファンの中でも諦めの声が多数を占めるようになっていった。のちに広井自身も「もう『天外魔境III』は作れないものと諦めていた」と語っている。2002年10月頃、桝田が代表取締役を務めるゲーム制作会社「MARS」の公式サイト掲示板において「今後、天外魔境シリーズと関わることはないだろうという見解を著作権側と合意した」ことが桝田本人から報告された。これによってハドソンに天外魔境の権利関係を整理する動きのあることが推察された。なお、桝田との合意は口頭による確認に留まっており、文書による契約は否定している。
翌年6月、PlayStation 2（以下PS2）、およびゲームキューブ（以下GC）用ソフトとして『天外魔境III NAMIDA』の2004年春発売が発表された（同時にPS2とGCで『天外魔境II 卍MARU』のリメイク版が2003年秋に発売されることも発表）が、桝田によるPC-FX版のシナリオではなく別スタッフによる新規作り直しとなることが発表。その後、製作の進行状況やリメイク版『〜II』の両ハードの販売状況の内訳などを受け、GC版の開発を中止してプラットフォームをPS2に一本化、当初の予定を1年ほど過ぎた2005年4月の発売に至る。

## ストーリー
ジパングの遥か西に位置する「九洲（つくす）地方」。高千穂、国東、砂河、長崎、不知火、鬼ヶ島、薩摩、霧島、亜蘇火の九つの島からなる九洲はジパングの危機を救ってきた火の一族の発祥の地と言われている。
その昔、九洲を中心に悪しき力が勢力を拡大し、各地で悪行の限りを尽くしていた。しかし火の神に仕えて神事を行っていた火の巫女・「ヒミコ」が竜宮より持ち帰った神鏡の力を使い、悪しき者達は鏡の中に封じ込められジパングは平和を取り戻した。
時代は移り、火の一族の末裔が暮らす「高千穂村」の浜辺に、「ナミダ」という名の少年が打ち上げられていた。ナミダは壱与（いちよ）という少女に助けられるも、過去の記憶を失っていた。以来、ナミダは壱与の家で壱与と実の兄妹同様に育てられてきた。
ナミダが17歳になった高千穂村祭りの日、神社の境内で行われる夜神楽の舞の舞い手に壱与が選ばれ、村に祀られている神鏡を天安河原の祠に運ぶ儀式の担い手にナミダが選ばれた。神鏡を運ぶ途中、ナミダと壱与の仲を妬んだ若者がナミダに襲いかかり神鏡が割れてしまう。その時、鏡に封じられていた邪悪な存在「アミ」が封印から解き放たれてしまう。そしてアミの一人である「イチモツ」によって、壱与がさらわれてしまった。ナミダは壱与を助け出すために旅に出る。これがジパングを救う冒険の旅になるとは知らず…。

## 戦闘システム
基本事項
本作の戦闘は3Dになったため、敵も味方も全て戦闘画面でも見えるようになった。攻撃の際には選択した敵の周囲の敵を巻き込んでダメージを与えることができる。パーティの内の3人を戦闘に出すことができ、隊列コマンドで適宜入れ替えが可能。控えている仲間の存否の関わらず、戦闘に出ている全員が瀕死状態になるとゲームオーバーとなり、記録した時点からのやり直しとなる。
戦う
装備している武器に応じた攻撃回数分、敵を攻撃することができる。攻撃対象を選択すると、攻撃行動を決定する画面となり、○ボタンのみで通常攻撃、方向キーや△ボタンと組み合わせることであらかじめセットしておいた技能・奥義を使用できる。
術
技を消費して術を使用することが可能。術は天狗からもらえる巻物を装備することで使用できるが、各術に設定された熟練度の回数分、術を使用すればその術を習得でき巻物を装備しなくても使用できるようになる。習得した術は通常よりも使用するのに必要な技が減少しており、術によっては習得することで効果や成功率が上がるものも存在する。
技能・奥義
方向キーの上下左右に4つの技能を、△ボタンに1つの奥義をセットすることができる。技能は使用するごとに熟練度が上昇し、技能ごとに設定された熟練度の回数分行うことで習得可能。習得した技能は効果が上昇するだけでなく、他のキャラクターに伝授することができる。
技能は闘気ゲージを1マス消費し、奥義は闘気ゲージが満タンでないと使用できない。
奥義を使用した際に、他のキャラクターも奥義を使用できる状態にあると画面内にL1・R1ボタンの表示がなされ、入力すると対応したキャラクターの奥義が発動する「奥義連鎖」となる。奥義連鎖により通常とは異なる効果を発揮することもある。
新たな技能や奥義は、段（レベル）の上昇や他の奥義の習得、他キャラクターによる伝授、アイテムの使用、イベント等で取得できる。

## 登場人物

### パーティーキャラクター
- ナミダ（声：櫻井孝宏）
  - 本作の主人公。10年前に高千穂村の浜辺に流れ着いたところを壱与に助けられるが、過去の記憶を失っており、以後壱与と実の兄妹のように育てられる。水属性に耐性を持つ。
- 壱与（いちよ）（声：日髙のり子）
  - 高千穂村で暮らす火の一族の少女。ナミダに対してほのかな恋心を抱いている。火の巫女としての才能に恵まれ村祭りの夜神楽の舞い手に選ばれる。火属性に耐性を持つ。
- ツグミ（声：横山智佐）
  - 二丁拳銃を扱うくノ一。19歳。任務遂行の過程でナミダたちと行動を共にする。九州へ向かったまま戻らない師匠の十六夜幻心の行方も捜している。[5]ジパング坂東地方の統治者「ショーグン」の隠密。
- 牛坊主（うしぼうず）（声：西村知道）
  - 湯布院村の毛毛寺（もうもうじ）で孤児院を開いている坊主。現在は更生しているが若いころは手の付けられないほどの不良であり、闇一家の親分である「権左」とも繋がりがある。
- トンカラリン（声：金田朋子）
  - 宇宙からやってきた未知の生命体。遥か昔、トンカラリンの乗った宇宙船が墜落し、彼は唯一の生き残った乗船員。壱与のことをお姉様と慕っており、ナミダたちのことは壱与の家来だと思っている[6]。高良山に恋の叶うお地蔵さんとして安置されていた埴輪。敵の姿に変身し、敵の技を使用するという不思議な力を持つ。
- ミヤ（声：柊瑠美）
  - 猫の姿をした薩摩の土地神。マントーに捕らわれていたところをナミダたちに助けられ、以後行動を共にする。
- 為朝（ためとも）（声： 置鮎龍太郎）
  - 稀代の弓の名手で、弓張月という巨大な弓の使い手。白縫姫と恋仲であったが、二人の仲に反対であった白縫姫の父である、熊本城城主による「白縫姫は鬼にさらわれた」という嘘を信じ、単身鬼ヶ島に向かい消息を絶つ。
- 鬼一番（おにいちばん）（声：高木渉）
  - 鬼族の頭領「鬼大将」の息子。鬼丸の兄である。人間を嫌っていたが、ナミダと戦い敗北したことで考えを改め、人間と力を合わせてアミを倒そうと志すようになる。雷属性に耐性を持つ。
- 籐兵衛（とうべえ）（声：小山力也）
  - 二刀流の剣豪。かつては竜宮を守る戦士「三犬者」の一人であったが十年程前より自ら刀を封印し薩摩の竜門滝で隠遁生活を送っている。

### アミ（大将）
- イチモツ（声：龍田直樹）
  - 憑依の技で人や動物に取り憑き操ることができる。卑怯で執念深い性格。通り名は「変化（へんげ）のイチモツ」。
- シャンネ（声：鶴ひろみ）
  - 妖艶な美貌の持ち主で、男を魅了し虜にする魔性の女。竜巻を操る力を持ち、美しいものを好み醜いものを嫌う。ゼクウに思いを寄せている。通り名は「魅惑のシャンネ」。
- イダテン（声：山中たかシ）
  - つむじ風を起こせるほどの素早い動きが特徴のアミ。豪快、短気で自己顕示欲が強い[6]。シャンネに思いを寄せており、シャンネを倒したナミダ達を憎んでいる。長崎中の女性を攫い、各々の女性たちの美しい部分寄せ集め新たなシャンネを生み出そうとしている。通り名は「最速のイダテン」。
- ニギ（声：池田秀一）
  - 雷を自在に操る力を持つアミ。ニヒルで冷徹な性格だが怒ると豹変する。通り名は「雷帝ニギ」
- タオリ（声：深見梨加）
  - 子である毒蛾達に蜜を与える為の花を実の弟であるタオジリオスに育てさせている。表面上の優しさとは裏腹に無慈悲で残虐な性格でありタオジリオスが自分を慕っているのをいいことに彼の事を利用している。通り名は「天空のタオリ」。
- タオジリオス（声：玄田哲章）
  - 恐ろしい見た目とは裏腹に、子供のように純真で疑うことを知らない。利用されているとも思わずに姉タオリのために花を育てている。通り名は「地底のタオジリオス」。
- マダラ法師（声：藤本譲）
  - 時間や空間、世の理を逆転する力を持つ。その力を以てこの世とあの世を入れ替えることもできる。通り名は「逆転のマダラ法師」。
- ゼクウ（声：関俊彦）
  - 神々しいほどの王者の風格を持つアミ。九洲を拠点にジパング全土を支配しようとしている。通り名は「無限のゼクウ」。

### アミ（その他）
- クロモツ（声：龍谷修武）
- シロモツ（声：吉水孝宏）
- 右のクロヒョウ（声：山田義晴）
- 左のハヤブサ（声：山根剛）
- 風雲の式部（声：米本千珠）
- 青の火花（声：進藤尚美）
- 百倍のドクロ将軍（声：三宅健太）
- 絶対の菩薩（声：滝下毅）
- 烈火の明王（声：稲田徹）
- 必殺の観音（声：山口隆行）

### 火の一族
- 壱与の父（声：牛山茂）
- 壱与の母（声：寺内よりえ）
- 火手那（かでな）（声：渡辺美佐）
  - ヨミタンと恋仲となった霧島神社の巫女。
- ヒミコ（声：渡辺明乃）
  - かつて神鏡を用いてアミを封印し、ジパングに平和をもたらしたとされる火の巫女。

### 竜人族
- アギナミ（声：中原茂）
  - 竜宮を治める竜王。
- ヨミタン（声：柴田秀勝）
  - 先代の竜王。

### 獣人族
- 千兵衛（せんべえ）（声：江川央生）
  - 三犬者の一人。
- 棒兵衛（ぼうべえ）（声：郷里大輔）
  - 三犬者の一人。

### 鬼族
- 鬼丸（おにまる）（声：谷山紀章）
  - 大宰府に捕らわれていた鬼族。ナミダたちに助けられるが、イチモツに憑依された鬼六によって殺害される。鬼一番の弟。
- 鬼六（声：小西克幸）
  - 鬼丸の友人。本人は鬼丸の子分を自称している。鬼丸とともに大宰府で捕らえられていたところをナミダに助けられるが、直後にイチモツに憑依され自らの手で鬼丸を殺害してしまう。
- 鬼大将（声：天田益男）
  - 鬼一番と鬼丸の父。鬼ヶ島の鬼たちの頭領であり、かつて為朝と戦ったことがある。

### その他
- ホテイ丸（声：青野武）
  - 南蛮の国「ゴア」からやってきた宣教師[7]。これまで『I』『II』にも登場しジライア（Iの主人公）や卍丸（IIの主人公）のサポートをしてきた。本作では長崎に出島を作り、その土地や建物をナミダに提供したり、自らの船で九洲のあちこちに連れて行ってくれる。本作では久しぶりにジパングを訪れているためジパング語を忘れているという設定になっている[8]。
- 足下兄弟（声：矢尾一樹）
  - 『I』『II』『カブキ伝』より引き続き登場する、人の足元を見た商売をするオカマの五つ子。5人とも全く同じ顔をしている。ナミダのことを“ナミダの大将”もしくは“ナミダの旦那”と呼ぶ。
- マントー3（声：千葉繁）
  - 天外シリーズ定番の馬鹿猿。必殺技は馬鹿（うましか）の術もしくは超馬鹿（ちょううましか）の術。本作ではイダテンに取り入っており、長崎町で女性を攫おうとしていた。額に「川」の字を書いているが、これは村人に「3はどうやって書けばいいか」と尋ねた際に、「線を3本書けばいい」と言われ本来なら横に3本線を描いて「三」にしなければいけないところを、縦に描いてしまったためである。一人称は“俺様”。作中にマントーが作り上げた「俺様ランド」というエリアが存在するが、これも書き間違えて「俺様ラソド」となっている。
- 市村儀右衛門（声：大塚明夫）
  - 博多町にある歌舞伎座「博多座」のからくり職人。市村出雲の兄。
- 市村出雲（声：市川春猿）
  - 博多座の看板役者である女形。公演中に金持皇子により無理やり大宰府へ連れていかれる。市村儀右衛門の弟。
- 金持皇子（声：三ツ矢雄二）
  - 中央から大宰府に派遣された役人。シャンネの「ジパングの王にしてやる」という甘言に乗り、シャンネの機嫌を取るため大宰府を封鎖し贅沢三昧な生活を送っている。
- 江戸屋又八（声：茅野イサム）
  - 長崎の出島にある、ナミダの記念館「勇者記念館」の経営者。
- 江戸屋小又
  - 勇者記念館で働いているナミダファンの女性。冒険中に手に入れたアイテムや戦った敵キャラクターを記した図鑑を見せてくれる。
- カズ
  - 本作の作曲を担当した加藤和彦をモデルとしたキャラクター。ゲーム中に使用された曲を聴くことができる名曲茶屋「あの素晴らしい愛」を出島に出店する。名前のモチーフは加藤の代表曲である『あの素晴しい愛をもう一度』。
- マンショ伊藤
  - ホテイ丸のことを慕っているジパング人。出島開発を請け負ってくれる。
- 天草四郎（声：森田成一）
  - 天草村に暮らす青年。ホテイ丸の友人。
- 熊本城城主（声：佐藤正治）
- 白縫姫（しらぬいひめ）（声：中原麻衣）
  - 為朝と恋仲にあった、熊本城城主の娘。為朝が鬼ヶ島に渡って帰ってこなかったことから、為朝が死んだと思いこみ後を追って入水自殺をする。
- 太刀坊主（たちぼうず）（声：奥田啓人）
  - 孤児であった牛坊主を引き取って育てた猛覚寺の僧。
- 十六夜幻心（声：川津泰彦）
  - ツグミの師匠。

## スタッフ
メインスタッフ
- 制作総指揮：工藤浩、遠藤英俊
- 原作：P.H.チャダ
- 企画・監修：広井王子
- 監督：芳賀タカヒロ
- 絵師：辻野寅次郎
- 美術：久保久
- 映像演出：水野祥司
- デザイン：安保英樹、丸山浩平、関口暁信
- 脚本：竹下功一
- プログラム：坪田和男
- 音楽監督・作編曲：加藤和彦
- オーケストラ指揮：佐渡裕
- 演奏：新日本フィルハーモニー交響楽団
- 主題歌：『NAMIDA (NAMIDA ～ When Firebirds Cry)』（歌：サラ・ブライトマン、作詞：クリス・モズデル、作曲：加藤和彦）
- サウンドプロデューサー：佐藤昭洋
- サウンドディレクター：坂東章平
- プロデューサー：木本旬、小栗丈知、三上寛幸、三上哲
- エグゼクティブプロデューサー：和気正則、名越康晃

## 当初の作品
当時のPCエンジン専門誌などでシナリオやキャラクターなどの情報が一部公開されていた。

### メインキャラクター
- ナミダ(南弥陀)
- マユ
- ヒミコ
- セツナ

### 関連作品
当初のシナリオを元に桝田が小説を執筆している。なお、あくまで制作中止になった作品のアイデアを流用したケースであって、小説自体は天外魔境シリーズの作品ではない。
- 『ハルカ 天空の邪馬台国』（2007年3月17日発売、発売元：エンターブレイン）ISBN 4757734123
- 『ハルカ 炎天の邪馬台国』（2008年11月6日発売、発売元：エンターブレイン）ISBN 4757744544

シナリオの大まかな内容を記述している。
- 『ゲームデザイン脳 -桝田省治の発想とワザ-』（ 2010年3月12日発売、発売元：技術評論社） ISBN 978-4-7741-4192-3

## 関連作品
本作に直接関係する作品のみ。続編やシリーズ作品とそれらの関連作品は「天外魔境」および各ゲームタイトルの記事を参照のこと。

### 限定版
『天外魔境III NAMIDA〜宝箱（デラックスパック）〜』
同梱内容
- PS2ソフト『天外魔境III NAMIDA』
- 天外魔境オリジナル開運厄除け絵馬
- DVD『天外魔境 自来也おぼろ変』
- 広井王子デザイン護符ステッカー
- トンカラリンフィギュア付き携帯ストラップ
- イラスト集『天外魔境III NAMIDA 設定資料集』

### 攻略本
『天外魔境III NAMIDA 公式ガイドブック』（2005年4月14日発売、発売元：エンターブレイン）
『天外魔境III NAMIDA 公式完全攻略絵巻』（2005年6月4日発売、発売元：エンターブレイン）

### CD
『天外魔境III NAMIDA オリジナル・サウンドトラック』（2005年4月13日発売、発売元：東芝EMI）
本作のサウンドトラック（2枚組）。
『ハレム アルティメイト・エディション』（サラ・ブライトマン、2004年6月9日発売、発売元：東芝EMI）
本作の主題歌『NAMIDA』も収録されているアルバム（CCCD）。
『ドラマCD 天外飯店』
本作の予約特典。脚本は広井王子。
キャスト
- ジライア：岩田光央
- 戦国卍丸：伊倉一恵
- カブキ団十郎：山口勝平
- ナミダ：櫻井孝宏
- 壱与：日髙のり子
- ツグミ：横山智佐
- 足下兄弟：矢尾一樹
- おやじ：島田敏
- 男1：吉水孝宏
- 男2：幸野善之
- 女：大村香奈子

### DVD
『天外魔境III メイキングDVD』
PS2・GC版『天外魔境II MANJIMARU』の予約特典。主要スタッフのインタビューの他、「天外魔境ヒストリー」として『天外魔境 ZIRIA』や『天外魔境II 卍MARU』の映像も収録されている。